# Costa Titch
Costantinos Tsobanoglou, plus connu sous son nom d'artiste Costa Titch, est un auteur-compositeur, rappeur et danseur sud-africain, né le 26 janvier 1995 à Nelspruit, ou Mbombela, en Afrique du Sud et mort brutalement sur scène le 11 mars 2023, à l'âge de 28 ans,.
Il est issu d'un père d'origine grecque et d'une mère d'origine portugaise.
Connu en Afrique notamment pour ses titres Ma Gang, Maitama, Superstar et plus récemment Big Flexa, et devenu une star sur la plate-forme d'hébergement vidéo YouTube, il se classe dans le top 3 sud-africain en juin, juillet, novembre et en décembre 2022.

## Carrière
En 2014, il décide de se lancer dans la danse et déménage à Johannesbourg. Face à des difficultés financières, le métier de danseur rapportant trop peu, il se lance dans le rap.
En 2020, il sort son premier album, Made in Africa, dans lequel il collabore avec d'autres artistes sud-africains comme AKA (Kiernan Forbes), Riky Rick et Boity. Cet album reçoit un bon accueil critique et confirme la position de l'artiste en tant qu'étoile montante de la musique africaine,.

## Style musical
Le rappeur est connu pour son style amapiano, né dans les townships durant l'apartheid et dérivé de la house music,. Utilisant principalement dans ses morceaux les langages zoulou et seSotho, minoritaires en Afrique du Sud, il fait figure d'exception dans un milieu musical parlant essentiellement l'afrikaans. Il révèle cependant ne parler ni zoulou ni seSotho, se servant uniquement de phrases transmises par ses amis, sans qu'il en comprenne toujours la signification, uniquement pour leur sonorité.

## Récompenses
,

## Mort et hommages
Le 11 mars 2023, l'artiste meurt sur scène lors d'un concert donné au festival Ultra South Africa, le plus grand festival africain de musique électronique, dans la banlieue de Johannesbourg, plus grande ville du pays. 
Interprétant l'un de ses morceaux, il s'effondre une première fois, aidé rapidement à se relever par les membres du groupe qui croient à une simple chute. Il se remet alors à chanter mais tombe à nouveau quelques secondes plus tard. Les autres membres du groupe se précipitent alors sur lui pour l'aider. Il est déclaré mort peu après, la cause de la mort restant inconnue.
La police annonce ouvrir une enquête, qui s'appuiera sur l'autopsie de l'artiste, et précise à l'AFP que le rappeur s'est « effondré alors qu'il se produisait en concert ».
De nombreuses personnalités lui rendent alors hommage sur les réseaux sociaux, comme le rappeur sud-africain Da L.E.S et le chef du parti de gauche radicale EFF Julius Malema.